# Tianyuraptor

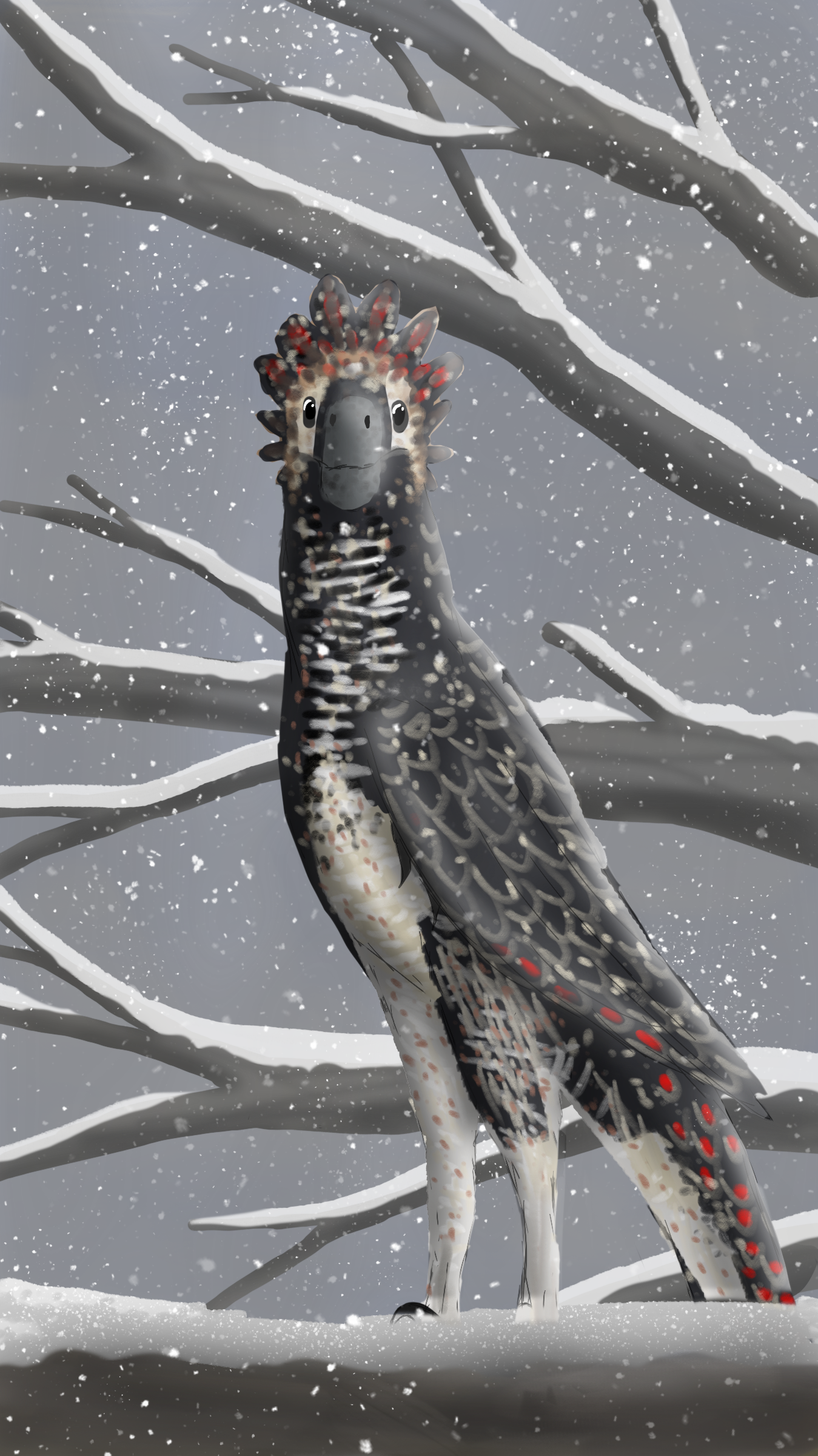
Художня реконструкція

Tianyuraptor — рід короткоруких динозаврів дромеозавридів («ящірок, що біжать»; різновид малих динозаврів, які вважаються близькими до птахів), які жили під час ранньої крейди, приблизно 122 мільйони років тому. Його останки були знайдені в західному Ляоніні, Китай. Він був схожий на інших дромеозавридів, знайдених у Ляоніні, за винятком того, що був дещо примітивнішим. Типовий зразок, офіційно названий у 2009 році, демонструє особливості, яких не було у раніше відомих дромеозавридів Північної півкулі (Лавразії), але присутні у видів Південної півкулі (Гондвана) та ранніх птахів. Через це вчені, які першими досліджували Tianyuraptor, описали його як «перехідний вид», що подолає прірву між північним і південним типами дромеозавридів. Tianyuraptor також відрізняється від раніше відомих дромеозавридів тим, що він має відносно невелику фуркулу («важіль») і надзвичайно короткі передні кінцівки.

## Опис
Тіанюраптор — дромеозаврид середнього розміру, який має кілька похідних ознак, які відрізняють його від інших дромеозавридів. Серед них довжина середніх хвостових хребців, яка більш ніж удвічі перевищує довжину дорсальних (задніх) хребців, маленька і надзвичайно тонка фуркула та незвичайно довга задня кінцівка, яка приблизно в три рази довша за весь ряд спинних хребців. хребці. Як і в інших скам'янілостей дромеозавридів, виявлених у Ляоніні, хвіст відносно довгий — 960 міліметрів, майже в 4,8 рази довше стегнової кістки.